# Esbjörn Svensson Trio
Esbjörn Svensson Trio (también conocido como E.S.T.) fue un grupo musical sueco cuyo estilo principal fue el jazz. Se fundó en 1993 y estuvo formado por el líder y pianista Esbjörn Svensson (piano), Dan Berglund (bajo) y Magnus Öström (batería). E.S.T. eran conocidos por su innovador estilo y tuvieron un gran reconocimiento mundial, tanto entre la crítica y expertos como de ventas.

## Estilo musical
A pesar de que su nombre hace referencia al nombre del pianista y fundador, el grupo se definió a sí mismo como "una banda de pop que toca jazz". Además, rompió con la 
tradición de tener un líder en la banda a favor de la igualdad entre sus miembros. Actuaban en locales de jazz así como en escenarios típicos de bandas de rock, empleaban efectos con humo e iluminación. Su música se puede encontrar en las listas de éxitos del pop y sus videos se ven en la MTV de Escandinavia. Con su particular sonido, que combina jazz el funk, y rock & roll así como música clásica. E.S.T tiene todo tipo de público, desde amantes del jazz clásico hasta los más jóvenes fanes del Hip Hop. Crítica y público definieron a E.S.T., como una de las más innovadoras bandas de jazz actuales.

## Historia y evolución del grupo
A comienzos de los años 1990 el pianista Esbjörn Svensson y su amigo el batería 
Magnus Öström conocieron al contrabajista Dan Berglund, formando el Esbjörn Svensson Trio. Desde sus orígenes de sonido más convencional, mostraban inclinación hacia las influencias del pop y el rock, siempre sobre un toque sonoro a medio camino entre los tríos de Bill Evans y la música clásica europea. Hay en el grupo un decidido alejamiento respecto del swing como componente estilístico, evidenciado en el uso de elementos externos que reforzaran las posibilidades de sus instrumentos y ampliaron el espectro sonoro, para buscar su personal artística.
A principios del nuevo siglo XXI, la electrónica ya era parte imprescindible de E.S.T., y el ingeniero de sonido Ake Linton se había convertido en una especie de cuarto miembro. Linton es el responsable de la mayoría de grabaciones del trío, y en las giras se encarga de los efectos de sonido conectados a los tres instrumentos. Ese elemento electrónico, ha estado presente también en las grabaciones más recientes del grupo.
Desde mediados de los ochenta, Svensson y Öström se establecen como referente de la escena sueca y danesa del jazz. Formaron su primer trío en 1990. pero no fue hasta 1993 cuando tuvieron lo necesario para tener un CD. Fue entonces cuando conocieron a Dan Berglund, y lo invitaron a formar con ellos el trío.
En 1993 el Esbjörn Svensson Trio grabó y lanzó su álbum debut “When Everyone Has Gone” (Dragon); en 1995, la grabación en directo “Mr. Mrs. Handkerchief” (Propone), el cual fue publicado en el resto del mundo seis años después bajo el título “E.S.T. Live 95”.
A mediados de los noventa el trío ya era reconocido en Suecia y firmó con el sello discográfico Superstudio Gul/ Diesel Music. El primer álbum para este sello, editado el mismo año, fue “E.S.T Plays Monk”, el cual, raudamente, vendió más de 10 000 copias en Suecia. Y comenzaron a ganar premios: en 1995 y 1996 Esbjörn Svensson fueron galardonados con el premio Swedish Jazz Musician, y en 1998 el premio Songwriter del año; en 1997 lanzaron “Winter in Venice”, que consistía principalmente en material original y fue galardonado con el Swedish Grammy.
En 1999 lanzan “From Gagarin's Point of View” que fue el primer álbum de E.S.T., que se editó 
fuera de Escandinavia a través del sellos discográfico ACT, y realizan apariciones en directo en los festivales de JazzBaltica y Montreux, lo cual marcó el inicio de un gran avance para la banda. Un año más tarde el CD “Good Morning Susie Soho” fue publicado e hizo ganar al trío el título de “Trio of the Year” por Jazzwise, en Reino Unido. E.S.T. comenzó una gira en el “Rising Stars” Jazz Circuit y actuaron en festivales de toda Europa. Al mismo tiempo Sony Columbia USA publicó el primer CD “Somewhere Else Before” una recopilación de los álbumes europeos “From Gagarin's Point of View” y “Good Morning Susie Soho” en Estados Unidos.
El lanzamiento del álbum de 2002 “Strange Place for Snow” de E.S.T. fue respaldado por una gira de nueve meses por diversas ciudades europeas y Estados Unidos y Japón. La música de este álbum también formó parte de la banda sonora de la película francesa “Dans ma Peau” dirigida por la actriz y guionista Marina de Van. El álbum ganó numerosos premios, como el “Jahrespreis der Deutschen Schallplattenkritik” (premioo otorgado anualmente por la Academia alemana de críticos discográficos), el premio “Choc de L´année” (Francia), el “Vitoire du jazz” (Grammy francés), como mejor actuación y también el premio “Revelation of the Festival”, un premio especial de Midem.

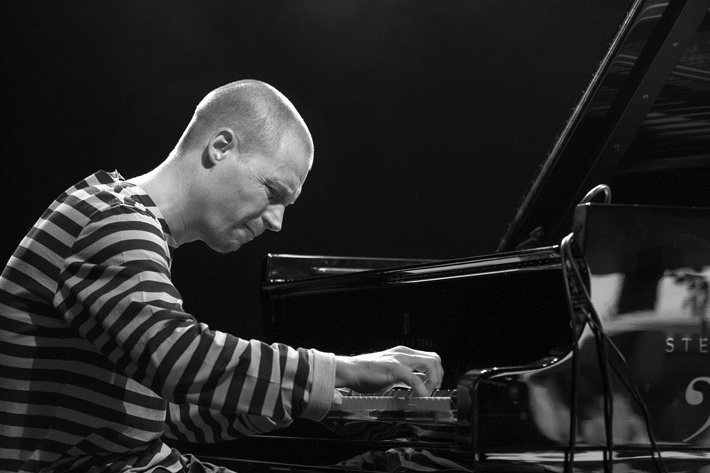
E.S.T. El pianista Esbjörn Svensson.

En 2003 la banda edita “Seven Days of Falling”. El álbum entró inmediatamente en las listas de éxitos alemanas, francesas y suecas. Fue editado en Europa, Estados Unidos, Japón y Corea del Sur. Acompañaron a la banda K.D. Lang en su tour por Estados Unidos, actuando en estadios y “concert halls”. Miles de personas pudieron ver su show en directo durante los doce meses posteriores al lanzamiento de “Seven Days of Falling”. Como resultado de todo esto, E.S.T fue galardonado con el premio Hans Koller como “Artistas europeos del año” -en diciembre de 2004- votado por 23 profesionales de la industria del jazz de 23 ciudades europeas.
Su álbum “Viaticum” (enero de 2005) sobrepasó el éxito de álbumes anteriores. Entró en el top 50 de las listas de éxitos en Alemania y Francia, alcanzando el top 4 en Suecia. La banda realizó una gira más amplia que las anteriores con este nuevo álbum por Europa, Japón, Corea del Sur, Australia, Nueva Zelanda, Brasil, Canadá y Estados Unidos. Fueron galardonados con el premio “German Jazz Award” de oro y platino, el premio IAJE y el Swedish Grammy. También fueron la primera banda europea de jazz que apareció en la portada del “Downbeat jazz magazine” en Estados Unidos.

## Fallece Esbjörn Svensson
El 15 de junio de 2008 fallece, a los 44 años, el pianista Esbjörn Svensson, que dio nombre al grupo, debido a un accidente mientras practicaba buceo en un lago de Ingarö, a las afueras de Estocolmo.

## Premios
- 1995 y 1996 Esbjörn Svensson fue premiado como músico sueco de jazz del año
- 1997 Winter in Venice recibió The Swedish Grammy.
- 1998 Fue nombrado compositor del año.
- 2002 "Strange Place For Snow" recibió varios premios: Jahrespreis der Deutschen

Schallplattenkritik (de The German Phonoacademy), el German Jazz Award, Choc de 
l'année (Jazzman, France), el Victoire du Jazz - The French Grammy - como mejor actuación 
internacional y también el galardón Relevation of the Festival, un premio especial de 
Midem. 
- 2004 E.S.T. recibieron el Hans Koller, premio como Artista Europeo del Año.

## Discografía
EST ha hecho casi todas sus grabaciones con el sello ACT.
- 1993 - When Everyone Has Gone. Dragon
- 1995 - E.S.T. Live '95 (Puesto a la venta en Suecia como Mr. & Mrs. Handkerchief) ACT Music + Vision
- 1996 - EST plays Monk. Superstudio GUL
- 1997 - Winter in Venice. Superstudio GUL
- 1999 - From Gagarin's Point of View. Superstudio GUL
- 2000 - Good Morning Susie Soho. Superstudio GUL
- 2001 - Somewhere Else Before (U.S. compilación de From Gagarin's Point of View y Good Morning Susie Soho)
- 2002 - Strange Place for Snow. Superstudio GUL
- 2003 - Seven Days of Falling. Superstudio GUL
- 2003 - Live in Stockholm. DVD, grabado el 10 de diciembre de 2000 - incluye videos y entrevista.
- 2005 - Viaticum. Spamboolimbo
- 2006 - Tuesday Wonderland (Grabado y mezclado por Ake Linton en Bohus Sound Recording Studios, Gothenburg, Sweden in March)
- 2007 - Live In Hamburg. ACT Music + Vision
- 2008 - Leucocyte
- 2012 - 301 (ACT)

## Colaboraciones
El trío ha colaborado con varios músicos y artistas. Entre sus trabajos pueden destacarse varios 
álbumes en vinilo con Nicolai Dunger. E. Svensson ha grabado también otros destacados 
discos con el trombonista Nils Landgren, además de con Lasse Englund, Louise Hoffsten, Kristina Lugn, Dan Berglund, ...